# Château Gloria
Le château Gloria, est un domaine viticole de 50 hectares du Médoc, situé à Saint-Julien-Beychevelle en Gironde. C'est un vin de AOC Saint-Julien.

## Histoire du domaine
Le vignoble a été constitué, pièce par pièce, entre les années 1930 et 1960 par Henri Martin, alors maire de Saint-Julien, et qui avait pour ambition de créer une propriété de renom. À son décès en 1991, son gendre Jean-Louis Triaud en prend la succession.

## Terroir
Sur un sol fait de graves günziennes, le vignoble est planté en cabernet sauvignon à 65 %, merlot à 25 %, cabernet franc à 5 %, et petit verdot à 5 %.

## Vin
Gloria produit également un second vin le Château Peymartin.